# Earl Jones (Leichtathlet)

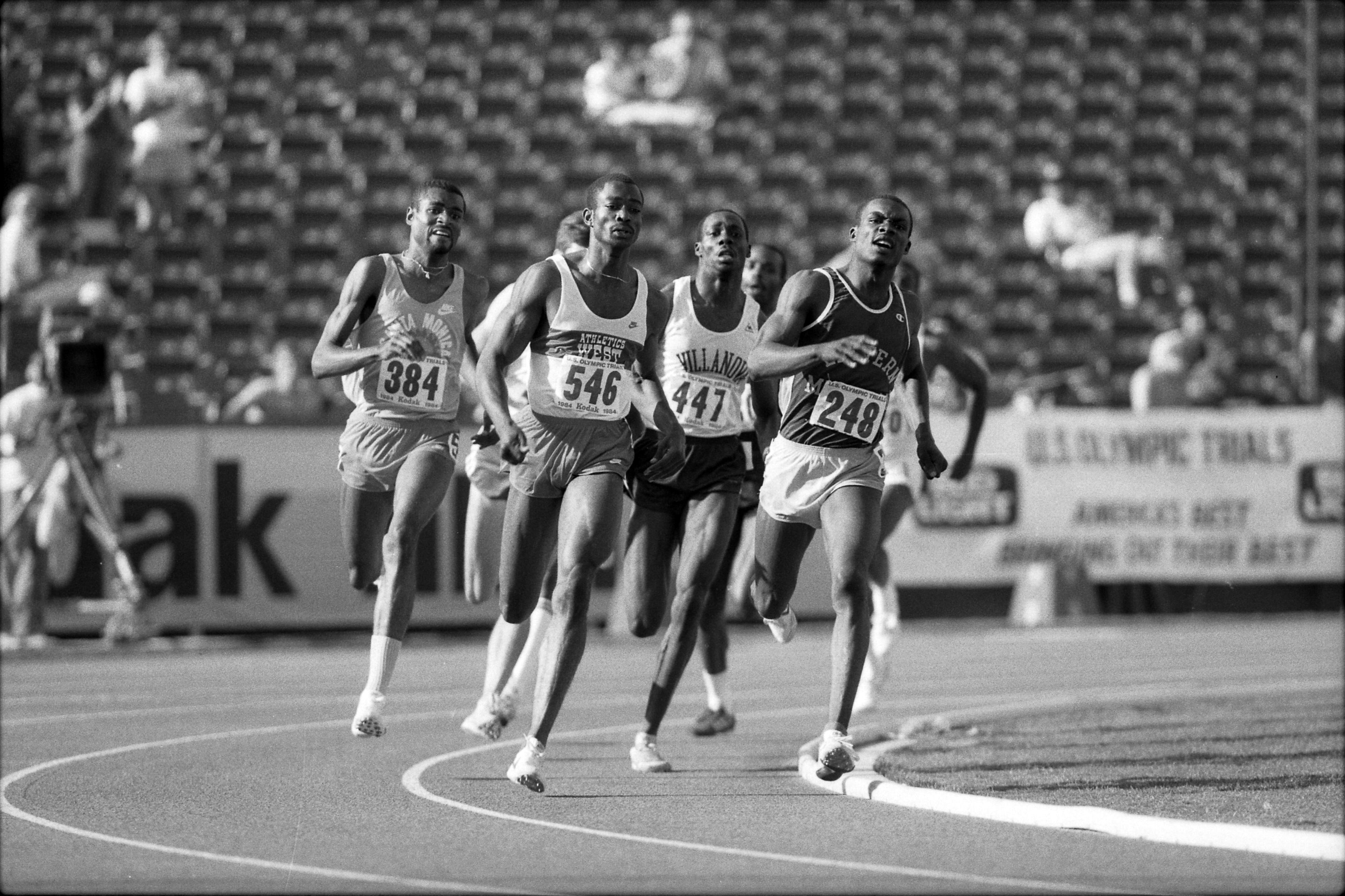
Earl Jones (rechts, Nr. 248) in Los Angeles (1984)

Earl Jones (* 17. Juli 1964 in Chicago) ist ein ehemaliger US-amerikanischer Mittelstreckenläufer.
Jones gewann bei den Olympischen Spielen 1984 in Los Angeles die Bronzemedaille im 800-Meter-Lauf hinter dem Brasilianer Joaquim Cruz und dem Briten Sebastian Coe.
Earl Jones ist 1,80 m groß und hatte ein Wettkampfgewicht von 73 kg. Er besuchte die Eastern Michigan University.

## Bestleistungen
- 800 m: 1:43,62 min, 13. August 1986, Zürich